# Fabriciidae
Famille
Synonymes
- Fabricinae Rioja, 1923[2]

Les Fabriciidae sont une famille de vers marins polychètes sédentaires de l'ordre des Canalipalpata.

## Liste des genres
Selon World Register of Marine Species (2 janvier 2019) :
- genre Augeneriella Banse, 1957
- genre Bansella Fitzhugh, 2010
- genre Brandtika Jones, 1974
- genre Brifacia Fitzhugh, 1998
- genre Dybowscella Nusbaum, 1901
- genre Echinofabricia Huang, Fitzhugh & Rouse, 2011
- genre Eriographis Grube, 1850
- genre Fabricia Blainville, 1828
- genre Fabricinuda Fitzhugh, 1990
- genre Fabriciola Friedrich, 1939
- genre Leiobranchus Quatrefages, 1850
- genre Leptochone Claparède, 1870
- genre Manayunkia Leidy, 1859
- genre Monroika Hartman, 1951
- genre Novafabricia Fitzhugh, 1990
- genre Parafabricia Fitzhugh, 1992
- genre Pseudoaugeneriella Fitzhugh, 1998
- genre Pseudofabricia Cantone, 1972
- genre Pseudofabriciola Fitzhugh, 1990
- genre Raficiba Fitzhugh, 2001
- genre Rubifabriciola Huang, Fitzhugh & Rouse, 2011
- genre Trichosobranchella Dybowski, 1929
- genre Tuba Renier, 1804

## Publication originale
- Rioja, 1923 : Estudio sistemático de las Especies Ibéricas del suborden Sabelliformia. Trabajos del Museo nacional de ciencias naturales, vol. 48, pp. 5-144 ([Lien texte intégral/introduction]) (es).